# وییوشا
وییوشا (به صربی: Viljuša) یک منطقهٔ مسکونی در صربستان است که در چاچاک واقع شده‌است. وییوشا ۸٫۲۵ کیلومتر مربع مساحت و ۹۲۰ نفر جمعیت دارد و ۲۹۰ متر بالاتر از سطح دریا واقع شده‌است.